# 斯文氧化反应
斯文氧化反应（Swern氧化反应），现代有机合成常用反应，由美国化学家Daniel Swern发现。反应利用二甲基亚砜(DMSO)做氧化剂和有机碱（如三乙胺）在低温下与草酰氯协同作用将一级醇或二级醇氧化成醛或酮的反应。 这个反应的条件温和对于底物的官能团耐受性好，适用范围广泛，是有机合成中一个不依靠含金属氧化剂的氧化反应。

## 历史
1976年， D.Swern以及同事发现了当二甲亚砜和三氟乙酸酐在低温处理以后和一级醇或者二级醇反应能形成一种中间体， 而其继续和三乙胺处理以后能得到相应高收率的醛酮。 后来1978年，又报道了用草酰氯能代替三氟乙酸酐更高效的进行反应。

## 反应机理
斯文氧化反应的第一步是低温下，二甲基亚砜（1a)共振形成(1b)并与草酰氯（2）的亲核加成，生成第一个中间体（3）。此中间体迅速的分解为CO
2和CO，并生成氯化二甲基氯代锍盐（4）。
当加入醇以后，锍盐（4）与加入的醇（5）反应生成关键的烷氧基锍离子中间体（6）。在加入了两当量的碱后，发生去质子作用生成硫叶立德（7）。通过一个五元环的过渡态，硫叶立德(7)进一步分解为二甲基硫醚以及产物——酮(或醛)（8）。

## 反应变化
使用草酰氯作为脱水试剂时为了减少副反应，反应温度必须得低于-60℃，如果使用三氟乙酸酐替换草酰氯，则反应温度允许在-30℃而不产生副产物。某些用来活化DMSO来引发反应的关键中间体(6)使用的是：碳二亚胺(Pfitzner–Moffatt氧化)和吡啶－硫三氧化二砷络合物(Parikh-Doering氧化)。反应中间体(4)还可以通过DMSO和N－氯代丁二酰亚胺制备(Corey-Kim氧化)。
使用三乙基胺可能会导致发生在新生成羰基α位的差向异构体，这时可以使用位阻更大的碱来减少这种副反应，例如N,N-二异丙基乙基胺（i-Pr2NEt, Hünig碱）。二环己基碳二亚胺 （DCC，Pfitzner-Moffat反应）、乙酸酐、三氧化硫-吡啶络合物 （SO·
3
py）亦可作为二甲亚砜的活化剂，其中三氧化硫-吡啶络合物的反应（Parikh-Doering反应）可在 0℃进行。

## 注意事项
此反应的副产物为二甲基硫醚（Me
2S）(带有在有机化学中著名的恶臭气味。人类的嗅腺能够分辨出浓度为十亿分之一的二甲基硫醚)、一氧化碳（CO）和二氧化碳（CO
2），当使用三乙基胺的时候还会生成三乙胺盐酸盐（Et
3NHCl）。其中，二甲基硫醚和一氧化碳均为挥发性物质，且有剧毒，因此，此反应的后处理是需要在通风橱里进行。二甲基硫醚也有强烈的令人不愉快的气味，可以将粗产品与过硫酸氢钾混合将其氧化为二甲基亚砜，消除这种臭味（但要注意在低温进行，防止醛被氧化）。

## 讨论与应用
反应一般使用二氯甲烷做溶剂，如在反应体系中不使用溶剂，DMSO（二甲亚砜）与TFAA（三氟乙酸酐）或草酰氯会发生剧烈反应（爆炸！），故在进行该反应时必须非常注意安全问题。
反应温度选择：当使用TFAH（三氟乙酸酐）的时候反应中间体需在-30℃内反应，当使用草酰氯时，则需要降低至-60℃（而通常选择的是干冰丙酮浴即-78℃）
空间位阻：空阻影响对于斯文氧化反应影响非常小
在应用当中，斯文氧化反应能够针对一些酸敏感的底物，这些底物通常在其他的酸性氧化条件下会分解（比如Jones 氧化）。比如在Thompson & Heathcock的倍半萜烯合成当中，最后一步的Swern 氧化能够避免酸敏感的三元环连接的甲羟基发生副反应。